# 우미디지
우미디지(영어: UMIDIGI)는 중화인민공화국의 선전시에 위치한 스마트폰 제조 업체이다. 2012년에 설립되었으며, 2012년부터 2017년까지는 우미(영어: UMI)라는 명칭으로 불렸다.
우미디지의 스마트폰들은 뱅굿, 알리익스프레스, 이베이, 아마존을 통해 판매된다.